# 역사신학
역사신학(歷史神學, Historical theology)은 성경신학과 조직신학, 실천신학과 더불어 신학의 4부문 중 하나로, 역사학적 방법을 써서 자료를 엄밀하게 음미하고 기독교의 역사를 연구하는 기독교 신학이다. 역사신학에서는 해당 신학적 개념, 진술 또는 체계를 발생시킨 사회적 · 역사적 · 문화적 메커니즘을 연구한다.

## 연구 방법론
역사신학의 연구와 방법론의 주된 초점은 연구 대상인 인물 혹은 주제에 영향을 끼친 주요한 신학적 사항들을 역사적 관점에서 판정하고 설명하는 것 뿐만 아니라 신학과 역사적 환경과의 관계를 해명하는 데 있다. 이런 점에서 역사신학자들의 주된 관심사는 신학의 역사적 발달 과정이다. 역사신학은 일반적으로 계시의 역사로서의 성서학(聖書學)과, 교회의 성립과 전개를 연구하는 교회사학(敎會史學)으로 대별된다. 전자의 성서학에는 구약신학(舊約學) · 신약학(新約學) · 성서사(聖書史) · 성서주석학(聖書注釋學) 등이 있으며, 후자의 교회사학에서는 교회사 · 교리사 · 전도사 · 신조사(信條史) · 고고학 · 기독교 미술사 · 기독교 음악사 등이 있다. 특히 성서학은 모든 분야에 관계를 갖는 기초적인 학문이기 때문에, 성경신학으로서 역사신학에서 독립시키는 학자도 있다. 계시(啓示)는 초(超)역사적인 성격을 갖는 것이므로, 역사주의가 주장하는 것처럼 역사학적 방법에 의해서는 해명되지 않는다. 그러나 계시된 진리를 학문적으로 파악하는 학문인 신학에서 엄연한 기초적인 사실은 계시가 역사적 맥락 속에서 발생한 역사적 사실이라는 점이다. 이 때문에 계시는 어디까지나 역사적으로 이해되어야 한다. 그리고 신앙이나 신학 자체가 역사적 성격을 지니기 때문에 역사신학의 기능성은 부정할 수가 없다.

## 같이 보기
- 신학
- 기독교 신학
- 성경신학
- 조직신학
- 실천신학
- 교회사관